# 123e brigade de défense territoriale
Pour les articles homonymes, voir 123e brigade.
La 123e brigade de défense territoriale (en ukrainien : 123-та окрема бригада територіальної оборони, abrégé en 123 ОБрТрО ; numéro d'unité militaire А7052) est la brigade de  l'oblast de Mykolaïv de la Force de défense territoriale de l'Armée ukrainienne.

## Historique

### Formation
En 2018 l'organisation et l'entrainement de l'unité commencent.

## Structure
.

### Ordre de bataille
En octobre 2024, l'ordre de bataille connu de la brigade est la suivante :
- État-major de la brigade ;
  - 
    -  Compagnie de protection du QG ;
    -  unité de recrutement[2] ;

  -  186e bataillon de défense territoriale (numéro d'unité militaire А7352) Pervomaïsk oblast de Mykolaïv
  -  187e bataillon de défense territoriale (numéro d'unité militaire А7353) Voznesensk (uk)
  -  188e bataillon de défense territoriale (numéro d'unité militaire А7354) Otchakiv oblast de Mykolaïv
  -  189e bataillon de défense territoriale (numéro d'unité militaire А7355) Mykolaïv
  -  190e bataillon de défense territoriale (numéro d'unité militaire А7356) Mykolaïv
  -  191e bataillon de défense territoriale (numéro d'unité militaire А7357) Pervomaïsk
  -  255e bataillon de défense territoriale (numéro d'unité militaire А4794)
  -  48e bataillon d'assaut autonome (numéro d'unité militaire A4945)
  -  compagnie de systèmes aériens d'attaque sans pilote « la terreur du ciel »